# Hans Knot
Hans Knot (Groningen, 2 september 1949) is een Nederlands auteur. Hij maakt voornamelijk boeken, artikelen en audiovisuele publicaties over de geschiedenis van de zeezenders. 

## Biografie
Vanaf de begintijd van de zeezenders, eind jaren 1950, verzamelde Knot documentatie en opnames van offshore radiostations. Op basis hiervan schreef hij tal van boeken en artikelen over zeezenders, zoals Veronica, RNI, Mi Amigo en Caroline. Ook audiovisuele publicaties, zoals elpees en video’s over zeezenders, vonden bronmateriaal in Knots archief. Sinds 1978 is hij hoofdredacteur van het tijdschrift Freewave Media Magazine, sinds 2014 Freewave Nostalgie. Hij is een van de redacteuren van het online journal for media and music culture van de Rijksuniversiteit Groningen.

## Onderscheidingen
In 2017 kreeg hij een Radio Award uitgereikt door zijn uitgever, de Stichting Media Communicatie, voor 47 jaar aan historisch mediaresearch en het organiseren van tientallen Radiodagen. Op 29 april 2009 werd hij koninklijk onderscheiden als Ridder in de orde van Oranje Nassau voor zijn aandeel in het vastleggen van een stuk Nederlandse cultuurgeschiedenis. Sinds 1994 is hij Complimentary Member bij de BVWS (British Vintage Wireless Society). 

## Audiovisuele producties
- Productie van audio CD met teksten van Rieneke Pisuisse. ‘Diep in het Harense Bos…’ Een uitgave van www.kinderboekenfestival.nl met subsidie van het Prins Bernhard Cultuur Fonds en de Effatha Gyot Groep Groningen. 2003
- Is opvoeden zo gewoon?  Video productie met Mirjam Oosterman. Rijksuniversiteit, afdeling Orthopedagogiek, Groningen 1996
- Sociale Vaardigheidstrainingen deel 1 en 2. Regie en Productie van 105 rollenspelen voor 15 vaardigheden. In samenwerking met de vakgroep - Scholing en Training van NOVO Groningen. Subsidiegever Algemeen Welzijns Fonds. 2001 t/m 2003
- Productie Introductiefilm Psychodrama in samenwerking met drs. Han Grüschke. Groningen, Instituut voor Orthopedagogiek 1979
- Productie van ‘De Rakkerbak’. Introductiefilm Kinderdagverblijf in Groningen 1988
- Eindproductie Introductie film IWEV, Interdisciplinaire Werkgroep Emancipatie Vraagstukken, Rijksuniversiteit Groningen 1987
- CD The Legend Lives One, Radio Caroline. Historische fragmenten uit de historie van dit legendarische station SMC, Amsterdam, 1991
- Productie Introductiefilm De GIDS, over uitleg van het testapparaat ‘Groninger Identiteit Schalen’ ten bate van introductie Universiteit Gent. 1992 in opdracht Instituut Ontwikkeling Psychologie Rijksuniversiteit Groningen
- Dyslexie 1996. Korte video-impressie Dyslexie Congres Martinihal Groningen, georganiseerd door commissie Dyslexie Orthopedagogiek Groningen
- Productie Promotiefilm Thuiszorg Drenthe met Jiska Weijermans 1998